# 114-та окрема мотострілецька бригада (РФ)
114-а окрема гвардійська мотострілецька Єнакіївсько-Дунайська бригада (в/ч 08818) — незаконне збройне формування 1-го армійського корпусу Російської Федерації. Формально знаходиться у підпорядкуванні терористичної організації ДНР. Створене у 2014 році як батальйон «Восток», пізніше 11-й окремий мотострілецький полк «Восток» (11 ОМСП).

## Історія
З'єднання сформоване на початку травня 2014 року Олександром Ходаковським, колишнім командиром донецької «Альфи» СБУ в Донецькій області, як батальйон «Восток».

### Підпорядкування
Згідно з інтерв'ю «Голови Президії Верховної Ради ДНР» Дениса Пушиліна газеті The Washington Post, батальйон сформований місцевими ополченцями й не має ніякого відношення до однойменного чеченського підрозділу. Батальйоном керує Олександр Ходаковський, який, у свою чергу, номінально підпорядковувався наказам «міністра оборони Республіки» Ігоря Стрєлкова. Раніше повідомлялося, що Ходаковський — «голова Служби безпеки ДНР», керівник «Патріотичних сил Донбасу». При цьому існує інформація, що батальйон не складав присяги на вірність ДНР. Незважаючи на номінальне підпорядкування, вступав у протистояння з іншими збройними угрупуваннями ДНР.
Існує інформація, що батальйон контролюється донецьким мільярдером Рінатом Ахметовим.
9 липня в батальйоні стався розкол, внаслідок чого значна частина терористів перейшла під командування Гіркіна, а командир батальйону з частиною вірних йому людей був змушений перевести місце базування до Макіївки.
11 серпня 2014 року Ходаковський зробив заяву, що виступав за єдину, але проросійську Україну.

## Склад та озброєння

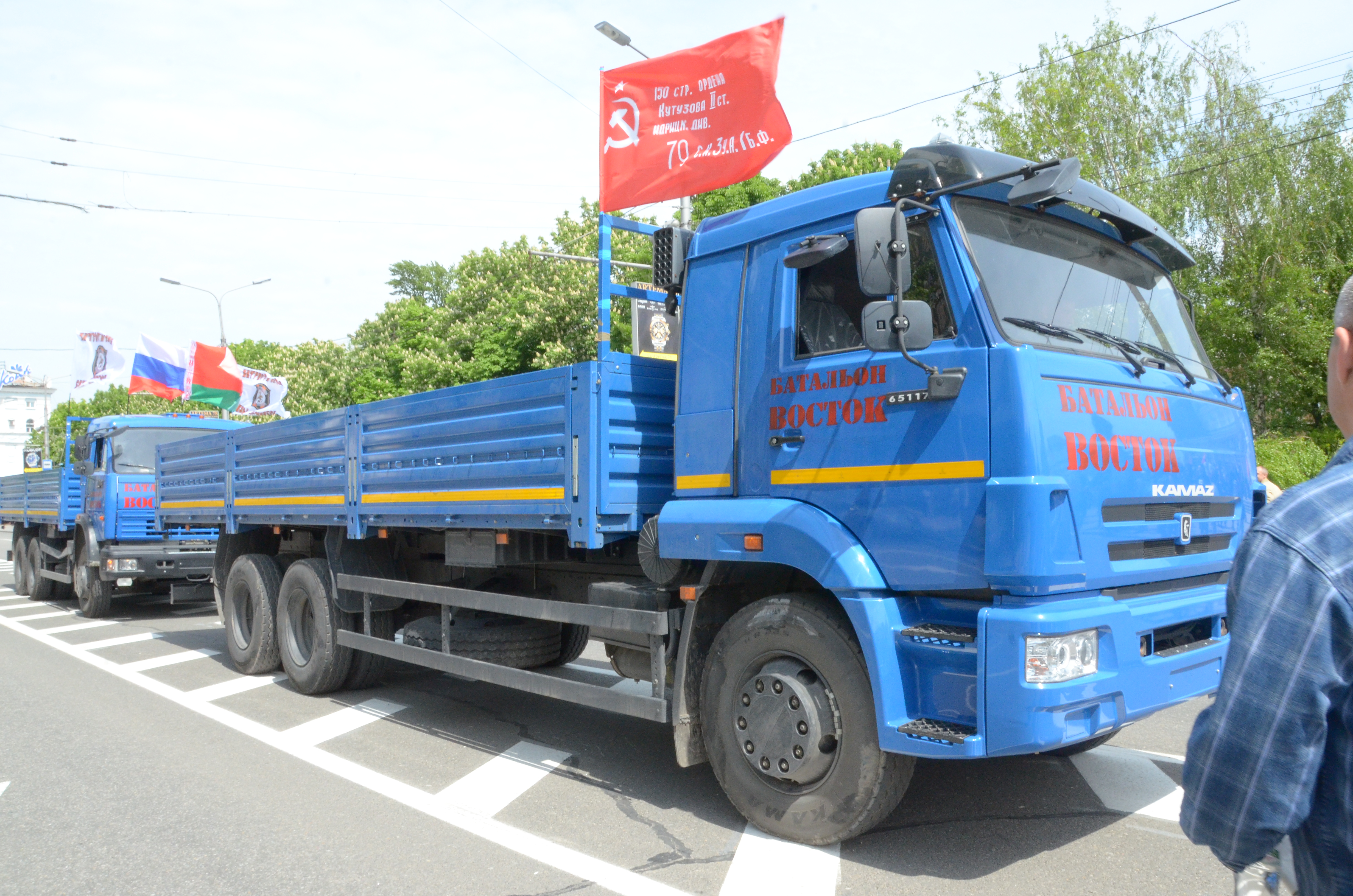
КамАЗ-65117 батальйону «Восток» в Донецьку

Значну частину батальйону становлять жителі Донбасу. До бою за Донецький аеропорт 26 травня в батальйон входило чимало чеченців, але вони майже всі були ліквідовані. Також до складу батальйону входять осетини — учасники російсько-грузинської війни 2008 року.
На озброєнні батальйону сучасна стрілецька зброя, бойові машини піхоти, міномети, ПЗРК, автоматичні гармати.
- управління,
- 1-й мотострілецький батальйон,
- 2-й мотострілецький батальйон,
- стрілецький батальйон,
- танковий батальйон,
- гаубичний самохідно-артилерійський дивізіон,
- реактивна батарея,
- протитанкова артилерійська батарея,
- розвідувальна рота,
- зенітна ракетна батарея,
- інженерно-саперна рота,
- рота зв'язку (рота управління),
- рота технічного забезпечення (ремонтна рота),
- рота матеріального забезпечення,
- стрілецький взвод (снайперів),
- вогнеметний взвод.

## Участь у бойових діях
25 травня 2014 року батальйон прибув в Донецьк. 26 травня брав участь у штурмі донецького аеропорту, в ході якого потрапив у пастку і зазнав значних втрат.
5 червня 2014 року батальйон «Восток» атакував КПП «Маринівка» на кордоні з Росією і потрапив під вогонь українських сил, втративши кілька вантажівок і не менше 20 осіб загиблими.
29 грудня 2016 року під час інтернет-конференції Олександр Ходаковський заявив, що протягом 2016 року батальйон «Восток» втратив 200 бойовиків загиблими та ще біля 300 пораненими, що становило майже 70 % сумарних втрат батальйону за два попередні роки.
З початком повномасштабного вторгнення Росії в Україну в лютому 2022 року полк разом з іншими частинами 1 АК взяв участь у початковому наступі на південь Донеччини у бік Маріуполя. Наприкінці року 11 полк, як і інші формування псевдореспублік Донбасу, офіційно був інтегрований до складу регулярної армії Росії та після подальшого посилення отримав нову назву — 114-та гвардійська мотострілецька бригада «Єнакієво-Дунайська». До її складу увійшли 88-й та 98-й мотострілецькі полки (в/ч 34482 та 34491), сформовані з особового складу, мобілізованого на території окупованої Донецької області.

## Втрати
З відкритих джерел відомо про деякі втрати 11 ОМСП: